# Albert Grodet
Louis Albert Grodet, né à Saint-Fargeau (Yonne) le 4 mai 1853 et mort à Paris le 30 janvier 1933, est un administrateur colonial controversé et homme politique français.

## Biographie

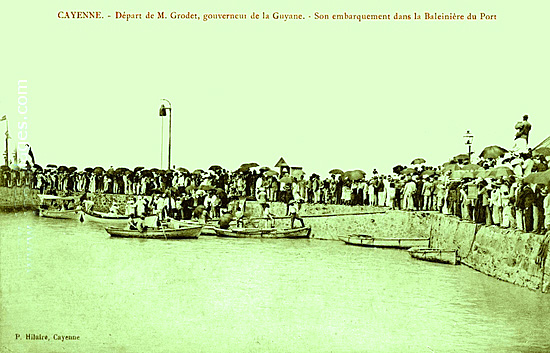
Départ à Cayenne du gouverneur Grodet

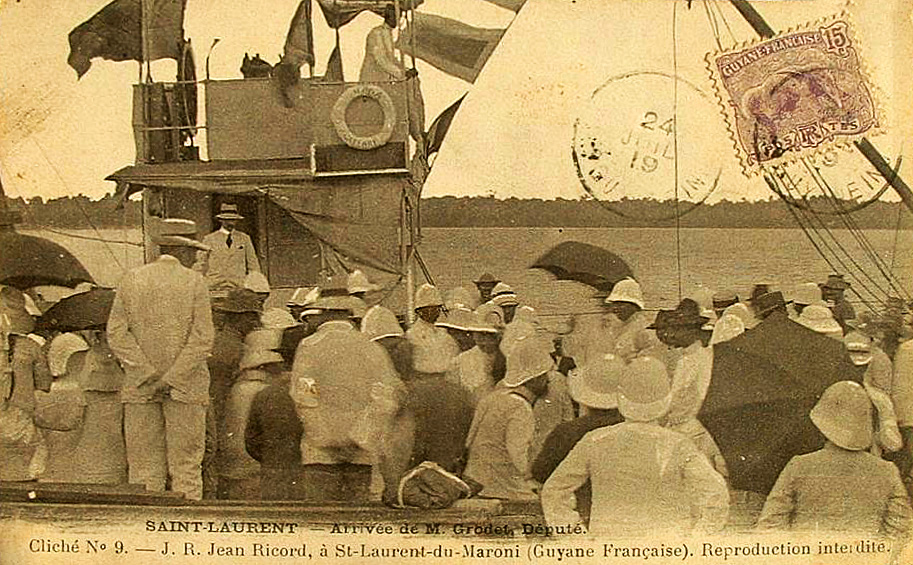
Arrivée du député Grodet à Saint-Laurent-du-Maroni

Il fait d'abord carrière comme fonctionnaire au Ministère du Commerce, dont il gravit rapidement la pyramide administrative. Embauché comme simple commis expéditionnaire en 1871, il devient chef de bureau en 1882, puis passe au Ministère de la Marine et des Colonies en qualité de sous-directeur chargé du service central des colonies en 1883.
Il se reconvertit ensuite administrateur colonial. D'abord gouverneur de la Martinique de 1887 à 1888, il devient gouverneur de la Guyane française de 1891 à 1893, puis est nommé gouverneur du Soudan français le 26 décembre 1893.
Prétendant mettre fin à la toute puissance des militaires au Soudan, il s'efforce de pratiquer une politique plus conforme aux intérêts des hommes d'affaires dont il est très proche. Il aboutit à semer la panique en multipliant les ordres et les contre-ordres qui montrent bien qu'il ne connait rien aux réalités du pays.
Grodet menace le colonel Bonnier de le priver de son commandement alors qu'il est mort. Il exige que le commandant Joffre, héros de la bataille de Tombouctou , revienne à la tête du chemin de fer parce qu'il ne pense qu'à mener des opérations contre les ennemis Touaregs…

Le futur général Mangin, renvoyé par Grodet, a une mauvaise opinion lors de son entrevue avec celui-ci :
Il s'agissait d'obtenir de moi une sorte de dénonciation contre les chefs que je respecte et tu vois d'ici quelle a été mon altitude.
Piètre administrateur, il est rappelé en 1895, il exerce ensuite des responsabilités diplomatiques.
Il occupe les fonctions de commissaire général de l'Afrique-Équatoriale française de décembre 1900 au 21 janvier 1904, puis redevient gouverneur de la Guyane de 1904 à 1905, date de sa mise à la retraite.
Il s'inscrit alors comme avocat au barreau de Paris. Sa notoriété d'administrateur colonial lui permet d'accéder aux responsabilités parlementaires et de siéger en qualité de député de la Guyane de 1910 à 1919.

## Distinctions
- Officier de la Légion d'honneur (29 juin 1886)[2]

### Sources
- (fr) Ghomsi Emmanuel Ghomsi, Le Gouverneur Albert Grodet au Soudan Français (novembre 1893 à juin 1895), Dakar, Université Cheikh Anta Diop, 1968, 91 p. (Mémoire de Maîtrise)
- Dossier de Légion d'honneur de Louis-Albert Grodet dans la base Léonore
- Discours prononcé par M. Albert Grodet,... séances des 13 et 16 décembre 1912 : discussion générale du budget du ministère des colonies pour l'exercice 1913, Paris, Impr. des JO, 1913 (lire en ligne)